# William Joyce (scrittore)
William Edward Joyce (Shreveport, 11 dicembre 1957) è uno scrittore, illustratore, produttore cinematografico e regista statunitense.

## Biografia
Autore, illustratore e filmaker, Joyce ha illustrato molte copertine del The New Yorker e le sue opere sono esposte in molti musei e gallerie. Ha scritto e illustrato oltre 50 libri per bambini. 
Joyce ha ricevuto diversi riconoscimenti nel corso della sua carriera, tra cui tre Daytime Emmy Award per Rolie Polie Olie. Ha vinto un Oscar al miglior cortometraggio d'animazione nel 2012 con Brandon Oldenburg per The Fantastic Flying Books of Mr. Morris Lessmore, tratto da un suo libro.